# Göran Kummelstedt

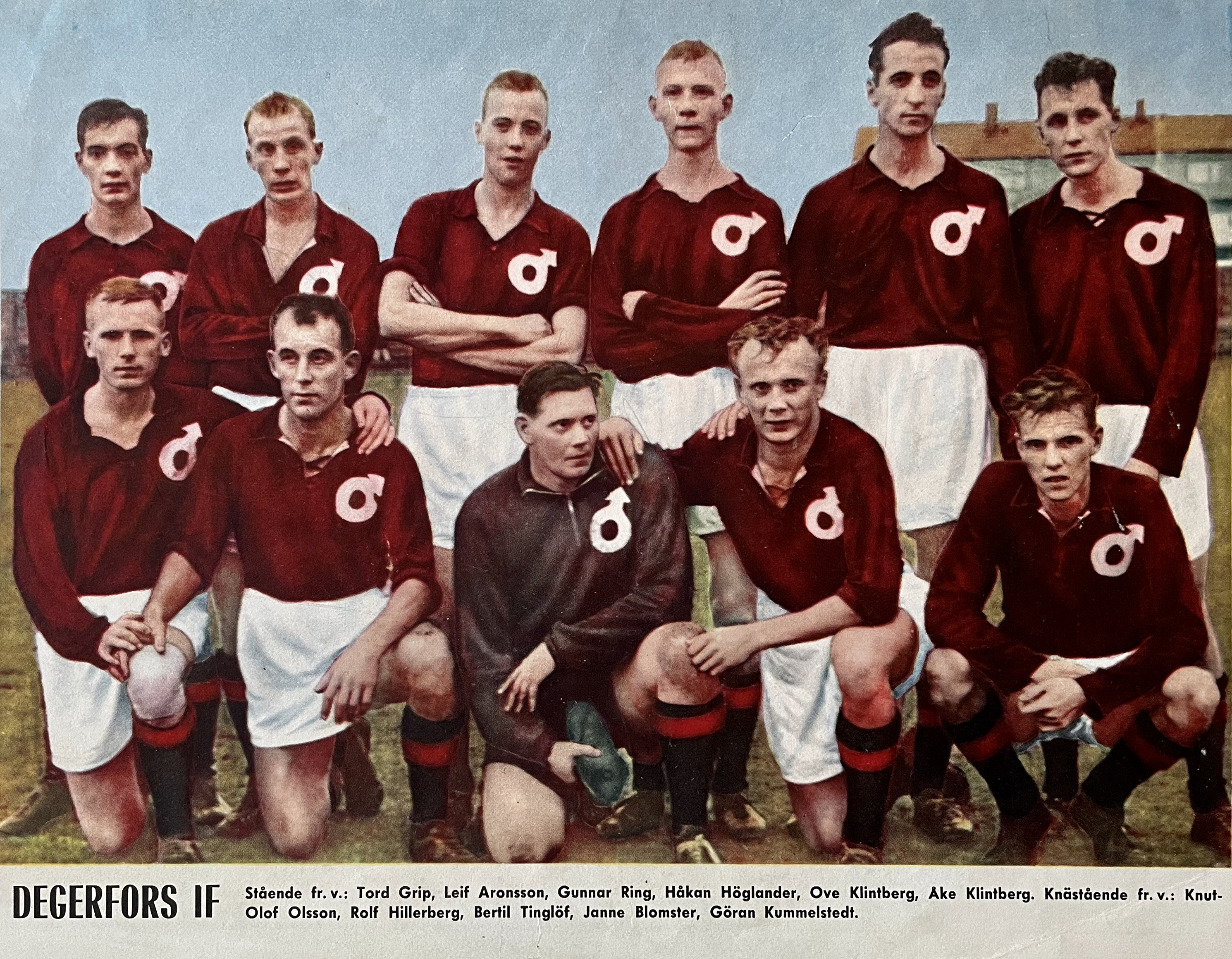
Göran Kummelstedt i Degerfors IF 1958 tillsammans med bland andra Tord Grip, Leif Aronsson, Rolf Hillerberg och målvakten Bertil Tinglöf.

Bernt Göran Kummelstedt, född 7 juli 1937 i Hälleforsnäs, Mellösa församling, Södermanlands län, död 11 september 2015 i Oscars församling, Stockholm, var en svensk fotbollsspelare. 
Kummelstedt började sin fotbollskarriär i Eskilstuna City FK och blev senare värvad till Degerfors IF som vänstermittfältare där han spelade tillsammans med Tord Grip. 1963 var Kummelstedt med i speltruppen som tog hem silvermedalj i högsta serien. Kummelstedt gjorde sin debutmatch för Örebro SK i Allsvenskan 11 april 1965. Den 25 oktober 1970 blev Kummelstedt det första offret för modern fotbollshuliganism i Sverige då han fick en ölburk i huvudet under en match och fördes till sjukhus för att sys.